# 阿比西尼亞獛
阿比西尼亞獛（學名：Genetta abyssinica），又名埃塞俄比亞獛，屬於獛属動物，主要生存在埃塞俄比亞、厄立特里亞、索馬里、蘇丹和吉布提。由於對牠的理解不是很深，所以在IUCN紅色名錄内屬於數據不足的類型。牠是其中一種對其認知較少的獛屬動物。

## 特徵
阿比西尼亞獛通常有一張瘦短的臉，短小的四肢和一條長尾，牠的長尾的長度相等於頭部和身體的長度。牠擁有一層短小而粗糙的黃毛和背面有五條縱向黑色條紋。在牠的腹部位置有一些斑點，不過這些斑點明顯拉長了變成類似斑紋的圖形。尾部至少有七個白色的環形圖案，在白環之間有七個至八黑環及有一個深色的尾巴尖端。此外，牠的另外一個特徵是在前爪中的掌肉墊和趾肉墊之間沒有毛。牠的身體長度一般是40至50（16至20英寸），尾巴長度爲40至45（16至18英寸）。
牠的齒式是: 3.1.4.23.1.4.2

## 分佈和棲息地
阿比西尼亞獛主要棲息於沿海平原，山地草原和山上高原。
在埃塞俄比亞，阿比西尼亞獛被觀察到在大約3,750米（12,300英尺）高的約瑟夫主教山活動。

## 危機
阿比西尼亞獛因棲息地不斷減少而導致族群的數量不斷下降，有記錄指出，人類一般會利用牠們的棲息地來開發成爲農地。在第二次世界大戰期間，人們不停在亞的斯亞貝巴的市集中販賣阿比西尼亞獛的皮毛，現時還不清楚是否繼續有阿比西尼亞獛的皮毛在市場内交易。不過，我們對這種物種的認識不深，無法正確評估其保護狀況。

## 註腳
1. 1 2 3  Gaubert, P.; Duckworth, J.W. & Do Linh San, E. . The IUCN Red List of Threatened Species (IUCN). 2016, 2016: e.T8994A45198149  [22 October 2018]. doi:10.2305/IUCN.UK.2016-1.RLTS.T8994A45198149.en .
2. 1 2  Wozencraft, W.C. . Wilson, D.E. & Reeder, D.M.  (编).  (3rd ed.). Baltimore, Maryland: Johns Hopkins University Press. 2005: 554. ISBN 978-0-8018-8221-0. LCCN 2005001870. OCLC 62265494. NLC 001238428.
3. ↑  Rüppell, E. . . Frankfurt: Siegmund Schmerber. 1835: 33−35.
4. 1 2  Balakrishnan, M.; Afework, B. . Small Carnivore Conservation. 2008, 39: 37–38.
5. ↑  Coetzee, C. G. . Meester, J.; Setzer, H. W.  (编). . Washington, DC: Smithsonian Institution Press. 1977.
6. ↑  Kingdon, J. . Princeton University Press. 1997: 270. ISBN 069111692X.
7. ↑  Gaubert, P. (2013). Genetta abyssinica Ethiopian Genet. In: J. Kingdon and M. Hoffmann (eds.) The Mammals of Africa. V. Carnivores, Pangolins, Equids and Rhinoceroses, pp. 216–218. Bloomsbury, London, UK.
8. ↑  Diaz Behrens, G. and Van Rompaey, H. (2002). The Ethiopian Genet, Genetta abyssinica (Rüppell 1836) (Carnivora, Viverridae): ecology and phenotypic aspects. Small Carnivore Conservation 27: 23–28.